# The Hunter (альбом Mastodon)
The Hunter (с англ. — «Охотник») — пятый студийный альбом американской сладж-метал группы Mastodon. Выпущен на лейбле Roadrunner Records 26 сентября 2011 года в Великобритании и на следующий день в США на Reprise Records. The Hunter — их первый релиз с продюсером Майком Элизондо. В первую неделю альбом достиг 19-го места в чарте альбомов Великобритании и 10-го места в чарте Billboard 200, разойдясь в количестве 39 000 экземпляров за первую неделю. По состоянию на декабрь 2011 года было продано более 75 133 экземпляров альбома в Соединенных Штатах.

## Создание
В интервью немецкому MTV было раскрыто, что новый альбом будет называться «The Hunter» в честь брата Брента Хайндса, который умер во время охоты во время создания альбома. Обсуждая грядущий альбом в интервью сайту Noisecreep, барабанщик Брэнн Дейлор описал новый материал не столько как прогрессивный, сколько ориентированный на риффы и «немного более урезанный», подобно их второму альбому Leviathan (2004) и «как действительно супер-утяжеленный Led Zeppelin или что-то в этом роде». На вопрос, отвечает ли снова Брент Хайндс за большую часть исходного материала, Дейлор ответил: «Я думаю, что это скорее сотрудничество, когда участвуют все».
В апреле 2011 года Mastodon анонсировали две песни из предстоящего альбома: «Blasteroid» и «All the Heavy Lifting». 16 июня на сайте группы были опубликованы названия еще трех песен: «Octopus Has No Friends», «Stargasm» и «Curl of the Burl».
Альбом был записан в Sound City Studios в Лос-Анджелесе под руководством продюсера Майка Элизондо (который также занимался продюсированием Фионы Эппл, Эминема, Аланис Мориссетт, Avenged Sevenfold и Maroon 5).
25 июля на iTunes, Spotify и Ovi Music Store был выложен первый сингл с альбома под названием «Black Tongue». 12 августа другая песня из альбома под названием «Curl of the Burl» была загружена на YouTube на официальном канале группы, а 16 августа была выпущена в виде второго сингла. 2 сентября песня «Spectrelight» была загружена на официальный канал группы на YouTube. На Rockline Radio 26 сентября Mastodon сообщили, что песня «Curl Of the Burl» основана на эпизоде популярного телесериала Intervention. Также было объявлено, что, хотя весь альбом не имеет единой темы классических элементов, как это было на предыдущих четырёх альбомах, классический китайский элемент «дерево» является общим мотивом на протяжении всего альбома.
The Hunter — второй не-концептуальный альбом Mastodon (первый — их дебютный альбом Remission). Более того, The Hunter является первым альбомом, для которого барабанщик Брэнн Дейлор сочинил и целиком спел песню («Creature Lives») и исполнил роль ведущего вокалиста на более, чем двух песнях. Как и предыдущий альбом Mastodon, Crack the Skye, The Hunter содержит смесь песен с чистым и резким харш-вокалом. В песне «Spectrelight» партию вокала исполнил приглашённый музыкант Скотт Келли из группы Neurosis.

## Обложка
На обложке альбома изображена деревянная скульптура под названием Sad Demon Oath авторства Эй Джей Фосика, резчика по дереву, который также отвечал за декорации, которые группа использовала вживую. Это означает уход от Пола Романо, который до этого создавал все обложки Mastodon.

## Отзывы критиков
| Совокупная оценка | Совокупная оценка |
| Источник          | Оценка            |
| ----------------- | ----------------- |
| Metacritic        | 83/100            |
| Оценки критиков   |                   |
| Источник          | Оценка            |
| AllMusic          | [ 19 ]            |
| Alternative Press | [ 20 ]            |
| BBC Music         | highly favorable  |
| Blabbermouth.net  | 9.5/10            |
| The Guardian      | [ 22 ]            |
| Pitchfork Media   | 7.5/10            |
| Q                 | [ 24 ]            |
| Rolling Stone     | [ 25 ]            |
| Slant Magazine    | [ 4 ]             |

The Hunter получил всеобщее признание музыкальных критиков. На сайте-агрегаторе Metacritic альбом имеет средний балл 83 из 100, на основе 29 обзорах. Альбом достиг общего рейтинга 7,7 / 10 на сайте AnyDecentMusic? основываясь на 21 обзоре, что делает его самым высоко оцененным метал-альбомом года среди основных рецензентов.
7 сентября в журнале The Gun Review Джордан Мансон опубликовал один из первых обзоров на The Hunter, поставив оценку 9 из 10. В рецензии Мансон подытожил свои мысли, заявив: «Можно с уверенностью сказать, что The Hunter является еще одним великим шагом для Mastodon. Они снова перешагнули все границы, которые чувствуют, и в конечном итоге сделали всё как нельзя лучше».
Тоби Гвинн из The Quietus похвалил запись, назвав её значительным прогрессом для группы: «Каждый из предыдущих четырех релизов Mastodon существует в своих мирах и имеет свои специфические особенности — гениальность заключается в том, что им удалось воплотить всё задуманное в этих пластинках так, как это должно быть, и объединить всё это, чтобы создать что-то как знакомое, так и неожиданное».
Майк Дайвер, обозреватель BBC Music, пришел к такому выводу: «The Hunter с его невероятными припевами, мощными ударными и бесподобной обложкой наверняка придётся по вкусу каждому, кто и до этого кайфовал от альбомов группы, так же легко, как будто слушаешь их в первый раз. Не любите метал? Вы можете просто влюбиться в Mastodon».
AllMusic оценил альбом, поставив 4 балла из 5, заявив, что «все более доступное звучание Mastodon может и необязательно сделает их хитом в ближайшее время, но такие песни, как „Black Tongue“, „Curl of the Burl“ и „Blasteroid“, которые идут друг за другом в начале альбома, показывают готовность группы сочинять в пределах критериев тёмной стороны поп-музыки 21-го столетия».

## Список композиций
Слова и музыка всех песен — Mastodon.
| №                   | Название                           | Основной вокал                      | Длительность |
| ------------------- | ---------------------------------- | ----------------------------------- | ------------ |
| 1.                  | «Black Tongue»                     | Трой Сандерс                        | 3:27         |
| 2.                  | «Curl of the Burl»                 | Брэнн Дэйлор, Брент Хайндс, Сандерс | 3:40         |
| 3.                  | «Blasteroid»                       | Сандерс, Хайндс                     | 2:35         |
| 4.                  | «Stargasm»                         | Сандерс, Хайндс, Дэйлор             | 4:39         |
| 5.                  | «Octopus Has No Friends»           | Дэйлор, Сандерс                     | 3:48         |
| 6.                  | «All the Heavy Lifting»            | Сандерс                             | 4:31         |
| 7.                  | «The Hunter»                       | Хайндс, Сандерс                     | 5:17         |
| 8.                  | «Dry Bone Valley»                  | Дэйлор, Сандерс, Хайндс             | 3:59         |
| 9.                  | «Thickening»                       | Хайндс, Сандерс                     | 4:30         |
| 10.                 | «Creature Lives»                   | Дэйлор                              | 4:41         |
| 11.                 | «Spectrelight» (feat. Скотт Келли) | Сандерс, Скотт Келли                | 3:09         |
| 12.                 | «Bedazzled Fingernails»            | Сандерс                             | 3:08         |
| 13.                 | «The Sparrow»                      | Mastodon                            | 5:30         |
| Общая длительность: | Общая длительность:                | Общая длительность:                 | 52:54        |

| №                   | Название            | Основной вокал      | Длительность |
| ------------------- | ------------------- | ------------------- | ------------ |
| 14.                 | «The Ruiner»        | Сандерс             | 3:11         |
| 15.                 | «Deathbound»        | Сандерс, Хайндс     | 2:48         |
| Общая длительность: | Общая длительность: | Общая длительность: | 58:53        |

## Участники записи
| Mastodon - Трой Сэндерс — вокал, бас-гитара - Брент Хайндс — вокал, соло-гитара, лэп-стил - Билл Келлихер — ритм-гитара, соло на «Black Tongue» - Брэнн Дэйлор — ударные, перкуссия, вокал Приглашённые музыканты - Скотт Келли — вокал/дополнительный текст на «Spectrelight» - Рич Моррис — клавишные на «Stargasm» and «Bedazzled Fingernails» - Уилл Рэйнс — клавишные на «The Sparrow» and «The Hunter» - Дэйв Палмер — клавишные на «Creature Lives» | Технический персонал - Майк Элизондо — продюсер, сведение - Тэд Дженсен — мастеринг |

## Чарты
| Чарт (2011)           | Высшая позиция |
| --------------------- | -------------- |
| Canadian Albums Chart | 15             |
| Mahasz                | 20             |
| Swedish Albums Chart  | 10             |
| UK Album Charts       | 19             |
| Billboard 200         | 10             |